# Hypoxylon subrutilum
Hypoxylon subrutilum är en svampart som beskrevs av Karl Starbäck 1901. Hypoxylon subrutilum ingår i släktet Hypoxylon och familjen kolkärnsvampar.   Inga underarter finns listade i Catalogue of Life.